# Glenn Plummer
Glenn E. Plummer (Richmond, 18 agosto 1961) è un attore statunitense.

## Vita privata
Afroamericano, è sposato e ha due figli.

## Filmografia parziale

### Cinema
- Colors - Colori di guerra (Colors), regia di Dennis Hopper (1988)
- L'allegra fattoria (Funny Farm), regia di George Roy Hill (1988)
- Sotto massima sorveglianza (Wedlock), regia di Lewis Teague (1991)
- Paura d'amare (Frankie and Johnny), regia di Garry Marshall (1991)
- South Central, regia di Stephen Milburn Anderson (1992)
- I trasgressori (Trespass), regia di Walter Hill (1992)
- Nella giungla di cemento (Menace II Society), regia di Albert e Allen Hughes (1993)
- Speed, regia di Jan de Bont (1994)
- Showgirls, regia di Paul Verhoeven (1995)
- Strange Days, regia di Kathryn Bigelow (1995)
- Cosa fare a Denver quando sei morto (Things to Do in Denver When You're Dead), regia di Gary Fleder (1995)
- Qualcosa di personale (Up Close & Personal), regia di Jon Avnet (1996)
- L'ora della violenza (The Substitute), regia di Robert Mandel (1996)
- Speed 2 - Senza limiti (Speed 2: Cruise Control), regia di Jan de Bont (1997)
- Thursday - Giovedì (Thursday), regia di Skip Woods (1998)
- The Day After Tomorrow - L'alba del giorno dopo (The Day After Tomorrow), regia di Roland Emmerich (2004)
- Saw II - La soluzione dell'enigma  (Saw II), regia di Darren Lynn Bousman (2005)
- Cash Game - Paga o muori (Cash), regia di Stephen Milburn Anderson (2010)
- City of Lies - L'ora della verità (City of Lies), regia di Brad Furman (2018)

### Televisione
- Willy, il principe di Bel-Air (The Fresh Prince of Bel-Air) - serie TV, episodio 4x08 (1993)
- E.R. - Medici in prima linea (ER) - serie TV (1994-2007)
- Sons of Anarchy - serie TV (2008-2009)
- Suits - serie TV, 7 episodi (2016)
- 9-1-1 - serie TV, 4 episodi (2019-2024)

## Doppiatori italiani
Nelle versioni in italiano delle opere in cui ha recitato, Glenn Plummer è stato doppiato da:
- Simone Mori in Paura d'amare, Qualcosa di personale, Saw II - La soluzione dell'enigma
- Dario Oppido in Suits, City of Lies - L'ora della verità, 9-1-1 (ep. 3x07)
- Mauro Magliozzi in Colors - I colori della guerra
- Giampaolo Saccarola in Visioni senza volto
- Paolo Marchese in South Central
- Fabrizio Manfredi ne I trasgressori
- Riccardo Rossi in Willy, il principe di Bel-Air
- Nanni Baldini in Nella giungla di cemento
- Tonino Accolla in Speed
- Gaetano Varcasia in Showgirls
- Paolo Buglioni in Cosa fare a Denver quando sei morto
- Piero Tiberi ne L'ora della violenza
- Pino Insegno in Speed 2 - Senza limiti
- Daniele Demma in Thursday - Giovedì
- Massimo Lodolo in The Day After Tomorrow - L'alba del giorno dopo
- Stefano Santerini in Major Crimes
- Diego Reggente in Bones
- Franco Mannella in Falsa accusa
- Francesco Meoni in Sons of Anarchy
- Roberto Draghetti in Law & Order - Unità vittime speciali
- Alessandro Quarta in Cold Case - Delitti irrisolti
- Stefano Thermes in Southland
- Massimo Rossi in Gifted - Il dono del talento
- Fabrizio Russotto in 9-1-1 (st. 8)